# Saint-Félix, Charente-Maritime

Saint-Félix este o comună în departamentul Charente-Maritime, Franța. În 1 ianuarie 2022 avea o populație de 322 de locuitori.